# غاري أوبيرت
غاري أوبيرت هو لاعب كرة قدم كندي، ولد في 13 أغسطس 1952 في وينيبيغ في كندا. شارك مع منتخب كندا لكرة القدم.